# Sierra Maestra

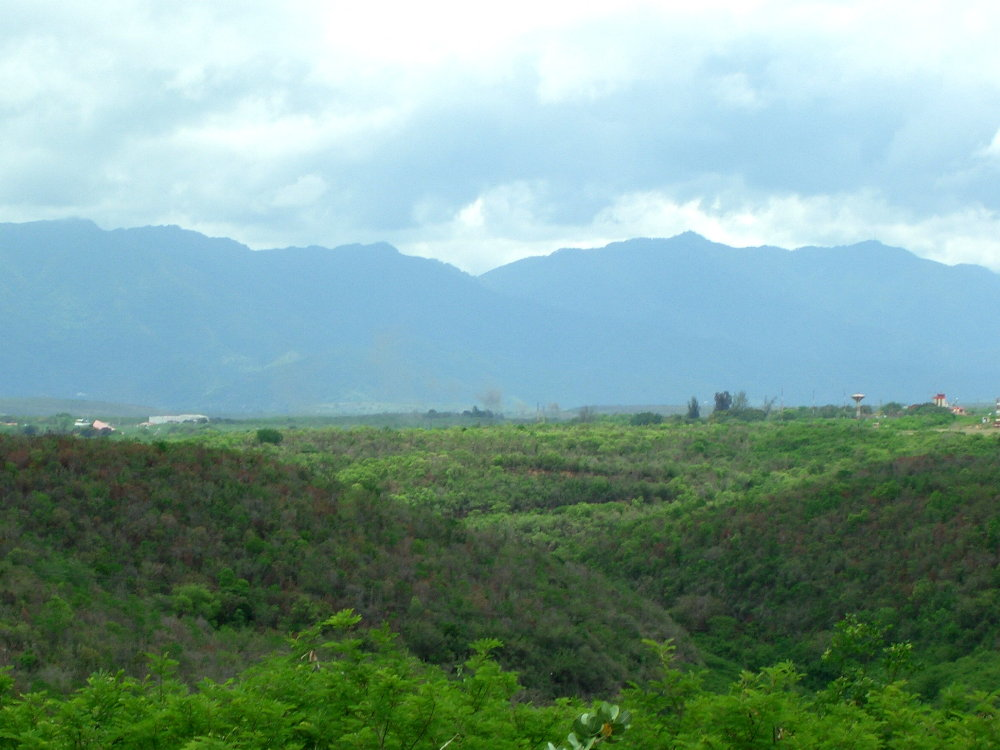
Sierra Maestra

Sierra Maestra – największe pasmo górskie Kuby, położone w południowej części kraju, w prowincjach Granma i Santiago de Cuba. Najwyższym jego szczytem jest Pico Turquino (1974 m n.p.m.). Ciągnie się wzdłuż wybrzeża dość wąskim pasem od okolic miasta Santiago de Cuba na wschodzie prawie po przylądek Cabo Cruz na zachodzie. Przedłużeniem pasma w kierunku zachodnim jest ciągnący się praktycznie równoleżnikowo, podmorski grzbiet, który w kilku miejscach wynurza się ponad powierzchnię wody w postaci archipelagu Kajmanów.
Góry są znane jako siedziba partyzanckich oddziałów Fidela Castro, walczących z dyktaturą Batisty. Po fiasku lądowania jachtu Granma w grudniu 1956, Castro wraz z niedobitkami swego oddziału schronił się w Sierra Maestra, gdzie jego siły stopniowo rosły. Na ich czele wkroczył do Hawany w styczniu 1959.
Na terenie Sierra Maestra znajduje się Park Narodowy Turquino.